# Lady of the Stars
Albums de Donovan
Love Is Only Feeling
(1981) Rising
(1990)
Lady of the Stars est le dix-septième album studio de Donovan, sorti en 1984.
Sur les dix titres de l'album, cinq sont des reprises d'anciens titres de Donovan. Il ré-enregistre deux de ses chansons des années 1960 les plus connues, Season of the Witch et Sunshine Superman, pour assurer des ventes correctes à l'album ; Boy for Every Girl est reprise de l'album Essence to Essence (1973) et Lady of the Stars et Local Boy Chops Wood sont reprises de l'album Donovan (1977). Malgré cela, l'album est un nouvel échec commercial.
Lady of the Stars est édité au Royaume-Uni chez RCA Records et aux États-Unis chez Allegiance Records ; c'est le premier album du chanteur à paraître sur le sol américain depuis 1977. Par la suite, l'album a été réédité sous divers titres, avec des changements dans l'ordre des pistes.

## Titres
Toutes les chansons sont de Donovan Leitch.

### Face 1
1. Lady of the Stars – 4:37
2. I Love You Baby – 3:28
3. Bye, Bye Girl – 3:22
4. Every Reason – 3:05
5. Season of the Witch – 5:27

### Face 2
1. Boy for Every Girl – 4:39
2. Local Boy Chops Wood – 3:29
3. Sunshine Superman – 4:06
4. Living for the Love Light – 3:44
5. Till I See You Again – 3:14